# Majmadbek Majmadbekov
Majmadbek Majmadbekov (en ruso: Махмадбек Махмадбеков; Irkutsk, 1 de octubre de 1999) es un deportista ruso que compite por los Emiratos Árabes Unidos en judo.
Ganó una medalla de bronce en el Campeonato Mundial de Judo de 2025, una medalla de bronce en el Campeonato Europeo de Judo por Equipo Mixto de 2021 y una medalla de plata en el Campeonato Asiático de Judo de 2025.

## Palmarés internacional
| Representando a Rusia                      |                     |                   |              |
| Campeonato Europeo por Equipo Mixto        |                     |                   |              |
| Año                                        | Lugar               | Medalla           | Categoría    |
| 2021                                       | Ufá (Rusia)         | Medalla de bronce | Equipo mixto |
| Representando a los Emiratos Árabes Unidos |                     |                   |              |
| Campeonato Mundial                         |                     |                   |              |
| Año                                        | Lugar               | Medalla           | Categoría    |
| 2025                                       | Budapest (Hungría)  | Medalla de bronce | –73 kg       |
| Campeonato Asiático                        |                     |                   |              |
| Año                                        | Lugar               | Medalla           | Categoría    |
| 2025                                       | Bangkok (Tailandia) | Medalla de plata  | –73 kg       |